# قرة قباد (بشاريات الشرقي)
قرة قباد (بالفارسية: قره قباد) هي قرية تقع في إيران في قسم بشاریات الشرقي الریفي. يقدر عدد سكانها بـ 499 نسمة .